# Phyllomedusa nordestina
Phyllomedusa nordestina är en groddjursart som beskrevs av Ulisses Caramaschi 2006. Phyllomedusa nordestina ingår i släktet Phyllomedusa och familjen lövgrodor. IUCN kategoriserar arten globalt som otillräckligt studerad. Inga underarter finns listade i Catalogue of Life.